# Brachyopa pilosa
Brachyopa pilosa es una especie de sírfido. Se distribuye por Europa.